# フェリックス作戦
フェリックス作戦（ドイツ語: Unternehmen Felix)とは、第二次世界大戦においてドイツによって立案された、ジブラルタルの占領を目的とした作戦である。立案は1944年まで続いたが、参謀らの検討段階にとどまった。これは、スペインの指導者フランシスコ・フランコがスペインが枢軸国側として大戦に参戦することを渋ったことが、主たる理由である。

## 背景
1940年6月のフランス陥落に続き、ヘルマン・ゲーリングはヒトラーに、英国に侵攻するよりむしろスペインと北アフリカを占領することを提案した。独仏休戦協定が調停されるより前の1940年6月には早くも、ハインツ・グデーリアン大将もまたイギリスの戦略上重要なジブラルタルの海軍基地を占有することを主張した。グデーリアンはヒトラーに、自身が2個機甲師団を率いてスペインを通過しジブラルタルを占領、そしてフランス領北アフリカに攻め込むように、フランスとの休戦を延期するように力説したほどであった。
ドイツ国防軍最高司令部（OKW）作戦部長であったアルフレート・ヨードル大将はブリテン諸島に攻め込む代わりにスペイン、ジブラルタル、北アフリカそしてスエズ運河に攻め込むことによって、イギリスをその東の領土から切り離そうとする公式の計画をヒトラーに提示した。1940年7月12日、OKWは必要な計画のための特別のグループを設置した。7月22日、アプヴェーア長官でありスペインに詳しいと定評のあるヴィルヘルム・カナリス大将が数人のドイツ将校と共にスペインのマドリードに行き、そこでスペインの指導者のフランシスコ・フランコ総統と当時航空大臣を務めていたフアン・ビゴン少将と会合を開いた。そして彼らはアルヘシラスに移動し、ジブラルタルへの接近の偵察のため数日を過ごし、フランコ政権は参戦に渋りがちであるとの結論をもってドイツに帰った。ただし、カナリスはヒトラーに忠実ではなく、後に実際にはフランコに枢軸側に参戦しないように勧めていたと知られるようになった。カナリスのチームはジブラルタルは少なくとも航空支援を受けた2個歩兵連隊、3個工兵大隊、12個砲兵連隊で占有されるべきだと決めていた。 カナリスは、入手不可能だと分かっていたが、380ミリカノン砲なしではジブラルタルは攻略できないと断言していた。彼が陸軍元帥のヴィルヘルム・カイテルに報告した際、たとえドイツがスペインの協力のもとジブラルタルを占領できたとしても英国はモロッコとフランス領西アフリカに上陸するだろうという個人的意見を述べた。
7月18日、フランコはジブラルタルを要求した。 彼はイギリスがこの要求に応じるとは予見していなかったが、これはドイツがジブラルタルを手に入れようと試みるのを妨げることとなった。
8月中、カナリスはフランコの義理の弟で、スペインの外務大臣になる予定のラモン・セラーノ・スニェールに会った。カナリスはセラーノ・スニェルに、フランコが戦争に加わらないよう説得するために彼ができることをするよう促した。カナリスはドイツが力ずくでスペインに介入することはないだろうとしてフランコを安心させたので、間もなくフランコはセラーノ・スニェルをヒトラーの考えを知るため急派した。セラーノ・スニェルが9月16日にヒトラーと会見した時ヒトラーはスペインが戦争に参加するように強く圧力をかけることはなかったが、これはおそらく彼がすぐにフランコに会うつもりだったからだ。
同時期にフランコはカナリスに会い、もしスペインが枢軸側に加わるとカナリア諸島、スペイン本土さえもイギリスの攻撃対象となる危険があるかもしれないと彼に警告した。カナリスは、ドイツへの協力を拒否した際に敵対したドイツによるスペインへの侵攻をフランコが恐れていることを知っているので、彼はフランコに、ヒトラーはロシアへの侵攻を計画しているのでそのような意図はないと伝えた。カナリスはまた、彼がドイツは戦争に勝利しないと確信していると認めることでフランコを驚かせた。
8月8日、カナリスとの秘密討議で自信を持ったフランコは、ドイツ大使エーベルハルト・フォン・シュトーラーに対し戦争協力の為の過剰な条件を提示し、もしスペインがジブラルタルとフランス領モロッコを約束された場合にのみヒトラー側に加わるだろうと言った。ドイツはまた、スペインの不安定な経済状況を助けるために小麦や石油といった形で軍事的経済的援助を約束しなければならなかった。さらに加えて、まず初めにドイツ軍が本格的な侵攻軍でイギリス本土に上陸しなければならなかった。
これによりヒトラーがカナリスを再度スペインへ派遣し、フランコを枢軸国側に参戦するよう説得し「桁外れ」の要求を緩和する交渉を引き起こした。それにもかかわらずカナリスはフランコに、戦争に負ける運命にある側に加わるのは馬鹿げているだろうと、再度印象付けた。
8月24日、ヒトラーはジブラルタルを攻略する大まかな計画に賛成した。10月23日、彼はフランスのアンダイエでフランコと個人的に会い、スペインが1941年1月には枢軸側で参戦するように提案し、ジブラルタルはドイツ国防軍特別部隊によって獲得されスペインに引き渡されるとした。しかしフランコは申し出を拒否し、大規模の軍事的経済的援助といったスペインの要求を強調した。フランコがドイツのイギリス本土における戦いでの勝利の可能性への疑念を表明したとき、ヒトラーは立腹した。フランコはまた、たとえブリテン諸島が侵攻され征服されたとしてもイギリス政府は、大部分のイギリス陸軍や非常に大きな力を持つイギリス海軍と共に、おそらくカナダへ撤退し、アメリカ合衆国の援助のもと大西洋の戦いを続けるだろうと指摘した。
意味のない申し合わせの覚書がアンダイエにてフランコとヒトラーによって結ばれ、どちら側も自らが望んだものを手に入れられなかった。数日後ヒトラーはベニート・ムッソリーニに、「私はあの男と再び別の会合を経験するくらいなら自らの歯を四本引き抜いたほうがましだ!」と言ったと記録されている。

## 作戦計画
これらの問題にもかかわらずドイツ軍部指導者はジブラルタルに対する大規模作戦の準備を進めた。作戦名はフェーリックスとされ、計画にはピレネー山脈を通りスペインに入るための2個軍団を必要とした。一つはルートヴィヒ・キューブラー中将の指揮下でスペインを通過しジブラルタルを襲撃、もう一つはルドルフ・シュミット大将の指揮でその側面を守るというものだった。フェーリックス作戦全体の指揮は陸軍元帥のヴァルター・フォン・ライヒェナウに任された。この計画はまた、北アフリカのスペイン領の占領の見込みも含んでおり、スペイン領モロッコ、リオ・デ・オロそしてカナリア諸島の港はその後ドイツのUボートの基地として使われる予定だった
。

### 提案されたドイツの戦闘序列
遠征軍団（掩護部隊を形成する）：ルドルフ・シュミット大将
- 第16自動車化歩兵師団（バリャドリッドに集結する）
- 第16機甲師団（カセレス）
- 第3SS装甲師団（セビリア）

第49山岳軍団（突撃部隊を形成する）：ルートヴィヒ・キューブラー中将
- グロースドイッチュラント歩兵連隊（英語版）
- 第98連隊（第1山岳師団（英語版））
- 26個中・重砲兵大隊
- 3個観測大隊
- 3個工兵大隊
- 2個ネーベルヴェルファー大隊
- ブランデンブルク連隊（150個分隊）
- 遠隔操作される地雷処理車としてゴリアテを150個まで用いる

出典:

### 外交上の問題
11月12日、ヒトラーは総統指令18号を発行し、そこで「スペインを即座に戦争に参入させるための政策が着手された」と述べ、「ドイツのイベリア半島への介入（作戦名フェーリックス）の目的はイギリスを西地中海から駆逐することにある」とした。さらにはもしイギリスが上陸拠点を設けたり、マデイラ諸島とアゾレス諸島の占領を要求した時のポルトガルへの侵攻の可能性についても記されていた。
1940年12月5日、ヒトラーはドイツ国防軍最高司令部に会い、フランコに対しドイツ軍隊が1941年1月10日にスペイン国境を通過する許可を要求することを決めた。カナリスがフランコの同意を得られたらすぐに、ジブラルタルへの攻撃の準備をするためにヨードル大将がスペインに行く事が計画された。カナリスはそれゆえに12月7日にフランコに会い、スペインの即座の参戦の必要性を説いた。フランコは、スペインは食糧不足や機能不全のインフラ設備や最近の内戦からいまだ回復途中の国の状態といった理由で、ドイツ軍を支援する能力がないと返答した。彼はまた、ドイツによるジブラルタルの攻略がイギリスの報復を招き、カナリア諸島やスペインの他の海外領土の損失に繋がるのを恐れていると表明した。
カナリスの報告を受けて、ヒトラーは作戦を中止すべきだと決めた。彼の落胆はのちにムッソリーニへの手紙の中で彼が記した、「私はフランコがここにおいて彼の人生最大の過ちを犯したと恐れている」と言った文に反映されている。
1941年の初週、ドイツとイタリアの双方の大使によって、スペイン政府が今の姿勢を変えるように促す意味のない努力がなされた。フランコはヒトラーから2月6日に受けた参戦する主旨のさらなる要求に対し、厳しい内戦のために不安定なスペインの経済、軍隊の状況を理由に否定的に答えた。ドイツの外務大臣のヨアヒム・フォン・リッベントロップは彼の意見の中でヒトラーに「フランコは戦争に参加する意思が全くない」と言った。
1941年2月、OKWは海軍総司令部に、フェリクス作戦は現在のところ構想外であり、作戦に割り当てられた部隊はすぐにどこかよそで必要とされるだろうと意見した。

## イギリスの対応策
イギリスはジブラルタルの戦略的価値とそのスペイン本土から攻撃されたときの脆さを十分に理解していた。イタリアでの戦争が勃発すると造船所の重要職やジブラルタル防衛部隊の隊員を除き大部分の市民はイギリス本土や他の支配地に避難した。駐屯地は2倍以上となり対空設備は非常に改善された。ザ・ロックの内部の新しい深いトンネル網や防衛拠点の組織や国境を覆う地雷原を含むジブラルタル要塞の改良計画が始まった。

### イギリスの守備隊：1941年春
- キングス連隊（英語版）第2大隊
- サマセット軽歩兵連隊（英語版）第2大隊
- ブラックウォッチ連隊（英語版）第4大隊（1940年7月から）
- デヴォンシャー連隊（英語版）第4大隊（1940年7月から）
- 王立砲兵隊（英語版）第3重砲連隊、要塞砲（9.2インチ砲8門、6インチ砲7門、6ポンド連装砲6基12門）
- 王立砲兵隊第10対空砲連隊、対空砲（3インチ砲4門、3.7インチ砲4門、2ポンド砲2門）
- 王立砲兵隊第82重対空砲連隊（1940年6月から）、3.7インチ砲16門、40ミリボフォース対空機関砲8門、レーダー
- 王立砲兵連隊第3照空灯中隊[19]
- 王立カナダ工兵第1トンネル中隊の特別分遣隊（1940年11月から）
- 王立カナダ工兵第2トンネル中隊（1941年3月から）[20]
- 王立工兵隊、王立通信軍、その他支援軍

さらなる対抗策として第128連絡代表隊として知られる陸軍と海軍の将校の専門家のグループを作った。それはドイツ軍がスペインに進入した時点で活動を開始する予定であった。そこには二つの役割が想定されていた。初めの役割は、もしフランコ将軍がドイツへの抵抗を決断したのならば支援を行い、スペイン軍を支援するために送られるイギリス軍に連絡をすること。もう一つの役割はフランコがドイツと結託したときに、スペインの港やインフラ設備を破壊し、レジスタンスや怠業活動を組織することであった（この任務には、特殊作戦執行部と共同して当たる予定であった）。この役割は後にこのグループが共同諜報機関へと名前を変えたときに優れたものとなった。

## フェーリックス＝ハインリヒ作戦
ヒトラーの強い要求により、OKWはジブラルタル獲得への修正案を考え出した。それはドイツのソ連への侵攻が一旦完了した時に実行される予定であった。フェーリックス＝ハインリヒ（Unternehmen Felix-Heinrich）と名付けられた作戦はフランツ・ハルダー上級大将に1941年3月10日に提出された。そこではうまくいけば7月15日までに侵攻軍がキエフとスモレンスクの間の境界に達し次第、部隊は10月15日に始まると考えられていたジブラルタル作戦の準備のために引き返すと提案されていた。フェーリックス＝ハインリヒは概ね原案に沿っており同数の軍であったが、新たな支援部隊が加わっていた。